# Oraison funèbre de Henriette-Marie de France
Ne doit pas être confondu avec Oraison funèbre de Henriette-Anne d'Angleterre.
L'Oraison funèbre de Henriette-Marie de France est une œuvre de Jacques-Bénigne Bossuet. Elle est prononcée en 1669 dans la chapelle du couvent des Visitandines de Chaillot.